# Rinorea longiracemosa
Rinorea longiracemosa là một loài thực vật có hoa trong họ Hoa tím. Loài này được (Kurz) Craib miêu tả khoa học đầu tiên năm 1925.